# Call of Duty: Black Ops 4
Call of Duty: Black Ops 4 (stiliserad som Call of Duty: Black Ops IIII) är en förstapersonsskjutare utvecklad av Treyarch och utgiven av Activision. Den släpptes till Microsoft Windows, Playstation 4 och Xbox One. Det är en uppföljare till Call of Duty: Black Ops III från 2015, det blir det fjärde spelet i Black Ops-berättelsen och femtonde spelet i Call of Duty-serien.

## Spelupplägg
Till skillnad från andra spel i Call of Duty-serien saknar Black Ops 4 kampanjläge. Spelet har endast multiplayer, zombies och nya spelarläget Battle Royale som går under namnet Blackout.

## Marknadsföring

### Inledande läckor
6 februari 2018 rapporterade Eurogamer att Treyarchs nästa Call of Duty-spel från 2018 skulle vara en ny del i Black Ops-serien efter Call of Duty: Black Ops III från 2015. 5 mars 2018 visade Call of Dutys nyhetsida Charlie Intel bilder från spelbutiken Gamestops interna databas med lista av föremål som var avsedda att marknadsföra Call of Duty: Black Ops 4.

### Officiell marknadsföring
7 mars 2018 sågs NBA-spelaren James Harden före en basketmatch bar han en keps med orange logga. Folk påpekade likheter med loggan som påminde från tidigare Black Ops-titlar, vilket båda använder romerska siffror orangefärgad. Harden bekräftade senare att detta egentligen var reklam för Black Ops 4. 8 mars bekräftade Activision spelet och visade en teaser-trailer, ett evenemang presenterade spelet 17 maj 2018.

## Lansering
Call of Duty: Black Ops 4 släpptes 12 oktober 2018 till Microsoft Windows, Playstation 4 och Xbox One. Spelet är det första i serien sedan Call of Duty 2 att släppas vid den tiden på året; titlarna har nämligen sedan dess alltid släppts i november. Att Call of Duty: Black Ops 4 släpps en månad tidigare än föregående spel beror på Rockstars mycket efterlängtade lansering av Red Dead Redemption 2, som släpps 26 oktober 2018. Enligt flertal källor har Black Ops 4 inget kampanjläge, istället fokuserat på multiplayer och samarbetsläge, där man bland annat spelar den efterlängtade Battle Royale speltypen Blackout.